# تور ديريكس
تور ديريكس (9 مايو 1995 في بلجيكا - ) هو لاعب كرة قدم بلجيكي في مركز الهجوم. شارك مع منتخب بلجيكا تحت 17 سنة لكرة القدم ومنتخب بلجيكا تحت 19 سنة لكرة القدم ومنتخب بلجيكا تحت 21 سنة لكرة القدم. أما مع النوادي، فقد لعب مع نادي كلوب بروج ونادي كورتريك.

## وصلات خارجية
- تور ديريكس على موقع الاتحاد الأوربي (الإنجليزية)
- تور ديريكس على موقع الاتحاد البلجيكي (الإنجليزية)
- تور ديريكس على موقع قاعدة بيانات كرة القدم.إي يو (الإنجليزية)
- تور ديريكس على موقع Soccerway.com (الإنجليزية)
- تور ديريكس على موقع عالم كرة القدم.نت (الإنجليزية)
- تور ديريكس على موقع AS.com (الإسبانية)